# Lasern (Gemeinde Bad Goisern)
Lasern ist eine Ortschaft und Katastralgemeinde der Gemeinde Bad Goisern am Hallstättersee in Oberösterreich.
Die Ortschaft im Traunviertel ist Teil des Inneren Salzkammergutes und gehört dem Bezirk Gmunden an. Sie befindet sich östlich von Bad Goisern. Am 1. Jänner 2024 gab es in Lasern 293 Einwohner.